# Un étranger dans ma maison
Ne doit pas être confondu avec Les Étrangers dans la maison ou Un intrus dans ma maison.
Un étranger dans ma maison (The Stepson) est un téléfilm canadien réalisé par Anthony Lefresne, diffusé en 2010.

## Fiche technique
- Titre original : The Stepson
- Réalisation : Anthony Lefresne
- Scénario : Kraig Wenman
- Photographie : Mitchell Ness
- Musique : David Burns
- Pays : Canada
- Durée : 89 min

## Distribution
- Christina Cox : Donna May
- Jon McLaren : Kevin May
- Chris Potter : Robert May
- Adam Beach : Josh Anderson
- Sean Tucker : Détective Williams
- Janet Rice : Nana May
- Stephanie Bauder : Joan May
- Florence Moore : Mrs. McGurke
- Claudia Jurt : Cathy